# Middeldijk
Middeldijk is een buurtschap in de gemeente Barendrecht, in de Nederlandse provincie Zuid-Holland. Het is aangrenzend ten zuidwesten aan de Barendrechtse wijk Molenvliet gelegen, en grenst in het westen aan de Rijksweg 29. Middeldijk bestaat uit huizen langs de dijk tussen de polders Zuidpolder en Buitenland.